# Dumitru Drăguț
Dumitru Drăguț (n. 23 februarie 1941 - 20 septembrie 2024) a fost un deputat român în legislatura 1992-1996, ales în județul Argeș pe listele PSM. Dumitru Drăguț a devenit deputat independent din septembrie 1996. Dumitru Drăguț a fost membru al Partidului Comunist Român în perioada 1977 - 1987.